# Herat
Herat (en farsi: هرات, clàssica Aria) és una ciutat del nord-oest de l'Afganistan, capital de la província d'Herat, situada a la vall del riu Hari (que passa a 5 km al sud de la ciutat). Fou l'antiga capital de la satrapia persa d'Aria i va formar part de la ruta de la Seda; fou coneguda a l'edat mitjana com la Perla del Khorasan. Té una població de 349.000 habitants (estimació 2006), cosa que la fa la segona ciutat del país. La ciutat encara està dominada per les restes de la ciutadella construïda per Alexandre el Gran. La ciutat disposa d'aeroport.

## Història

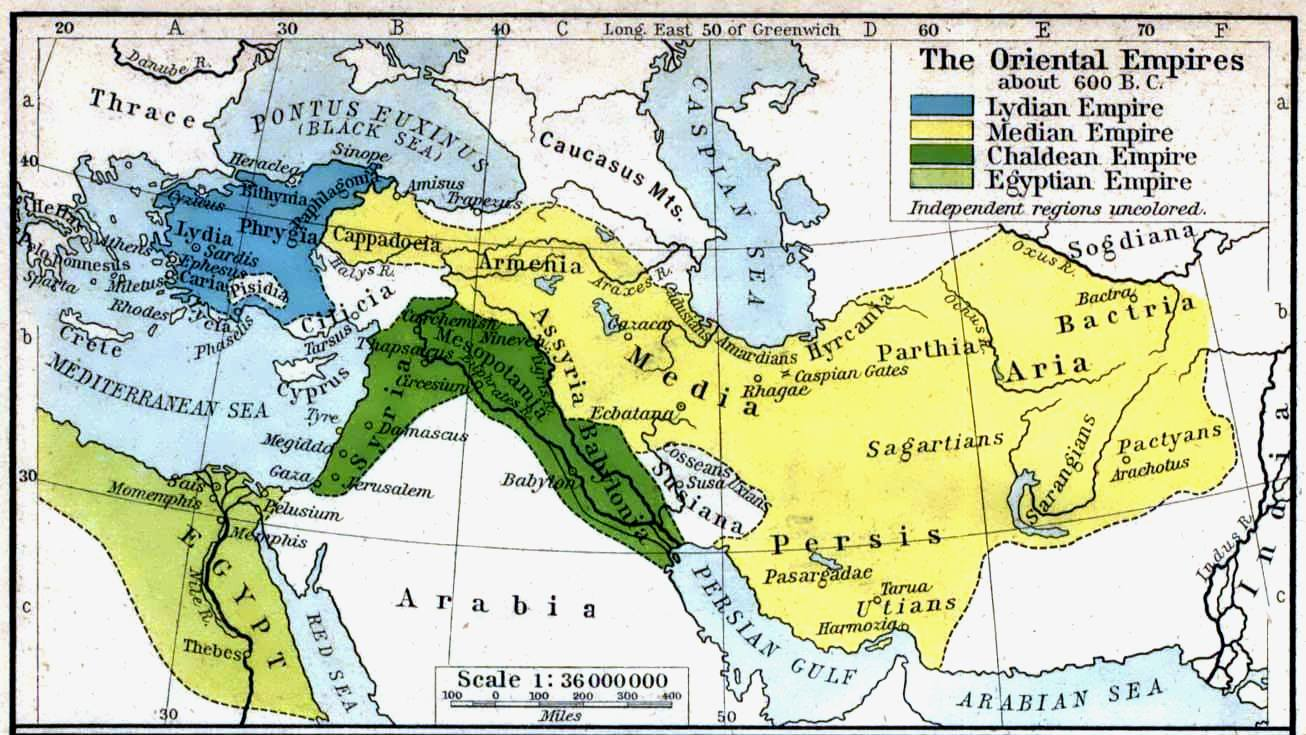
Aria

És una ciutat molt antiga, però la data de fundació és desconeguda. Ja és esmentada a l'Avesta en la forma persa antiga Haraiva. Fou una de les satrapies aquemènides. A les fonts gregues apareix com Aria o Areia. El nom sembla derivar del riu Hari (antic persa Harayu, 'el que corre'). Diverses fonts perses l'esmenten incloent la inscripció de Behistun. Heròdot la qualifica de graner de l'Àsia central. Quan Alexandre el Gran va arribar a la zona era sàtrapa Satibarzanes o Barzanes, que era un dels alts oficials orientals junt amb Bessos de Bactriana i Barsentes d'Aracòsia. Al final del 330 aC, Alexandre va conquerir la capital d'Aria, que era anomenada Artacoana. Es va reconstruir la ciutat i construir la ciutadella i se li va donar el nom d'Alexandria d'Aria.

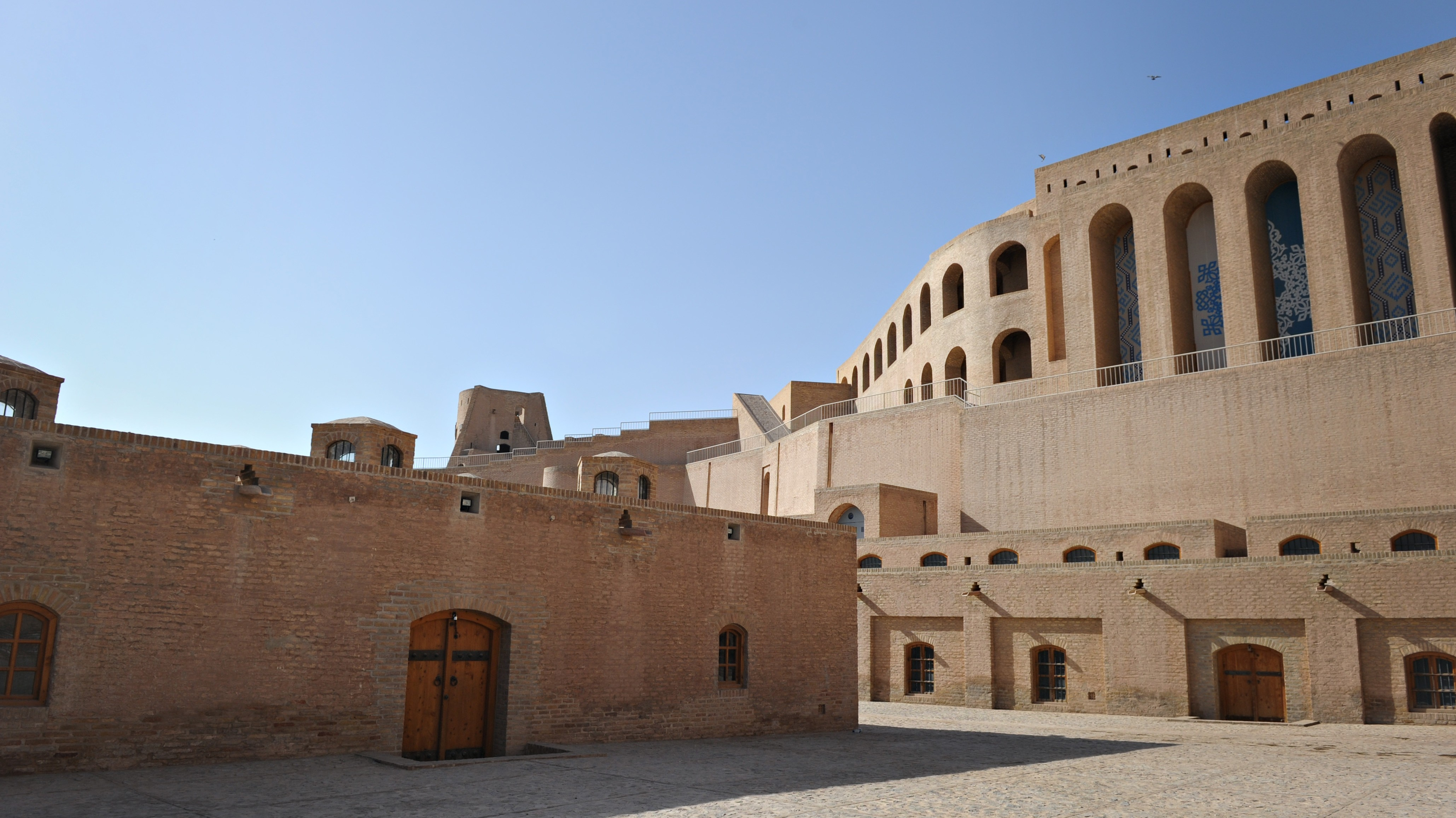
Ciutadella d'Herat

Després d'Alexandre, va estar sota domini de sàtrapes lleials a Antígon el Borni i després del 301 aC va passar als selèucides. Va formar part del Regne grec de Bactriana. El 167 aC, va passar suposadament a mans dels parts, dels quals va passar als escites o sakes (vers 130 aC) i kushans (vers 30 aC), i en algun moment del segle iii va passar als sassànides. El nom va evolucionar a Harev i després Hare. Ciutat a la frontera amb els dominis heftalites, va estar sota el seu domini al segle v i VI, a vegades com a vassalls sassànides. En aquest temps, hi ha notícies d'una comunitat cristiana nestoriana amb un bisbe. El 565 va passar al kanat dels turcs occidentals que hi exercien el poder, segurament per un cap vassall, quan van arribar els àrabs.
Quan Al-Àhnaf ibn Qays va conquerir el Khorasan va evitar Herat (652), que es devia sotmetre voluntàriament. Un governador musulmà apareix esmentat poc després. Es va revoltar vers el 660, però fou recuperada el 661. Formà part del govern de Khorasan. Un grup favorable a Ibn al-Ashath va dominar Herat el 702, però foren derrotats per Yazid ibn al-Muhallab. Hi va haver agitació en els anys precedents a la presa del poder pels abbàssides (750). Fou centre dels partidaris d'Ustadhsis.
Herat va tenir governadors locals supeditats al govern del Khorasan. Els tahírides (governadors del Khorasan) van dominar la regió del 821 al 867, en què va passar a Abu Yusuf Yaqub I ibn al-Layth as-Saffar (867-879). Aquesta època fou agitada i el poder al Khorasan va canviar diverses vegades de mans, però Herat va restar en mans dels safàrides. Després del 900, en data incerta, va passar als samànides de Bukharà (el seu domini està testimoniat sota Nuh II ben Mansur, 976-997) que la van governar per mitjà d'un "faik", un noble local vassall; el faik es va revoltar alguna vegada i un dels faiks va obtenir el suport del karakhànida Bughra Khan, que va anar a la regió i va dominar Herat (finals del segle x, vers 892). Va estar sota sobirania dels karakhànides fins almenys vers el 994, quan els samànides van demanar el suport de Subuktegin (fundador de la dinastia dels gaznèvides, llavors vassalla dels samànides), que va derrotar el faik local i va ocupar la ciutat. Enfonsada la dinastia samànida (1009), Mahmud va fer un tractat amb els karakhànides pel qual es va fixar el riu Oxus com a frontera (vers 1002) i Khorasan va quedar dins els seus dominis. Hi ha nombroses referències a la ciutat del segle x.

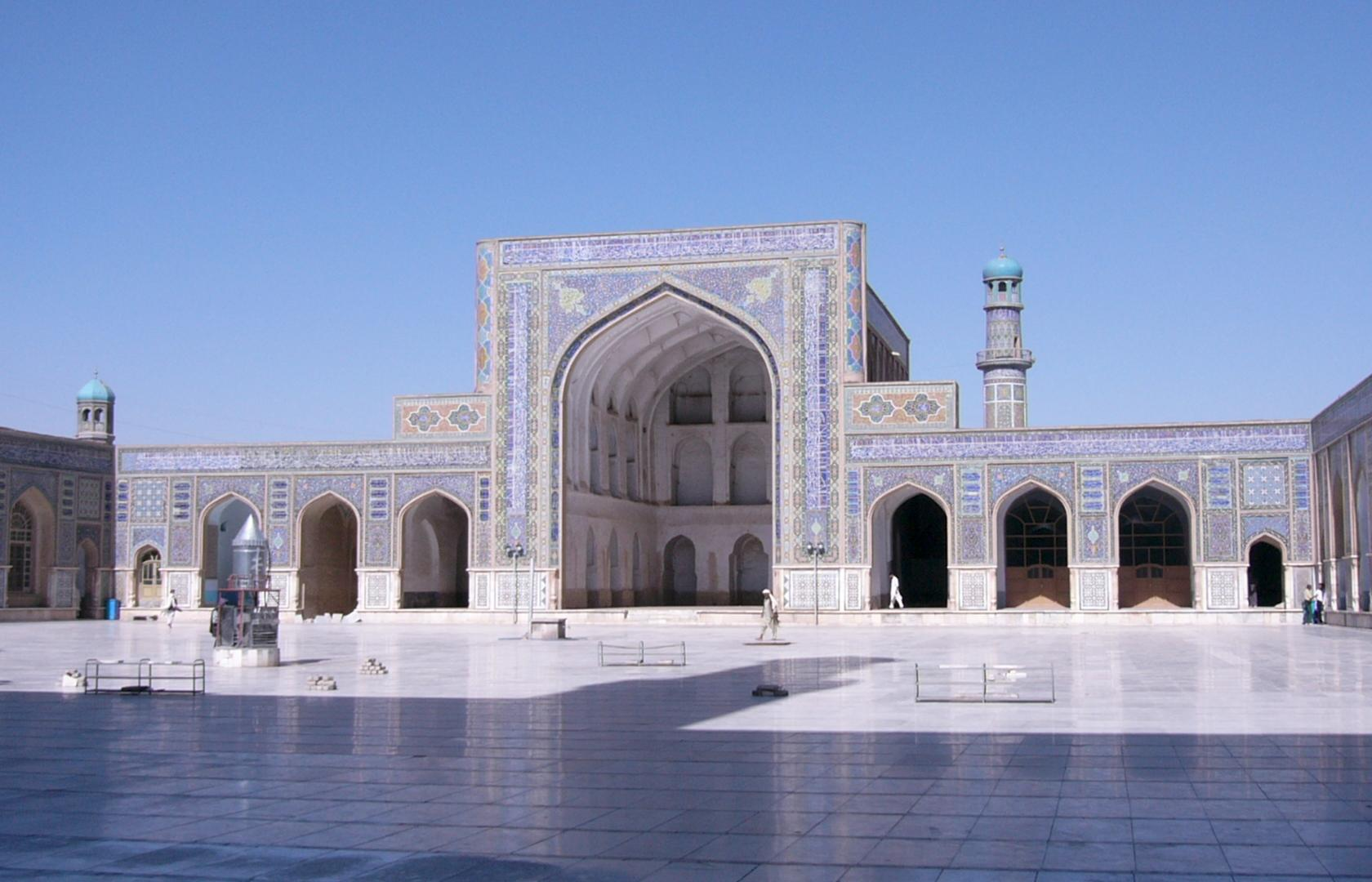
Mesquita a Herat

Sota els gaznèvides, s'hi va establir la secta herètica dels Karramiyya o Karamiyya. El Khorasan va passar als seljúcides després de la victòria de Toghrul Beg a l'estepa de Dandankan (o Dandanakan) el 23 de maig de 1040, quan els gaznèvides van perdre les seves possessions a Pèrsia. No abans del 1161 (segurament vers 1175) els gúrides, que s'havien independitzat de Gazni i havien deixat de pagar tribut al seljúcida Sandjar el 1152, van dominar el Khorasan incloent Herat, que fou especialment important durant aquesta dinastia dels gúrides; Ghiyath al-Din el 1201 hi va construir una mesquita; el sultà, després de donar inicialment suport als karamiyya, es va passar finalment al ritu xafita.
Vers el 1214 va passar a domini directe dels xas de Coràsmia; el 1221 fou atacada pel mongol Tului; la guarnició romania lleial al xa de Coràsmia, però la població civil va obrir les portes als mongols; els soldats foren massacrats, però es va respectar la vida dels civils. Després de la Batalla de Parwan la ciutat es va revoltar (novembre del 1221), i va ser assetjada pel general mongol Aldjigidai, que la va ocupar després de sis mesos (14 de juny de 1222); tota la població fou degollada i aquesta "feina" va ocupar als mongols una setmana.
Una branca de l'antiga família dels gúrides, els shansabànides, es van poder mantenir al castell de Khaysar (o Kaysar) al sud-est d'Herat. Els primers membres importants d'aquesta branca foren dos germans Tadj al-Din Uthman al-Marghini i Izz al-Din Umar al-Marghini, que havien servit a les ordres del sultà Muhammad de Ghor i el primer va rebre el govern del castell de Khaysar (del governador mogol d Pèrsia oriental) mentre el segon fou wazir del sultà. Rukn al-Din Abu Bakr, fill de Tadj al-Din Uthman, es va casar amb una filla del soldà Muhammad i així el seu fill comú, Shams al-Din I Muhammad es va presentar un temps després com l'hereu dels gúrides. El 1238, el gran kan Ogodei va autoritzar la reconstrucció i repoblació de les ciutats, encara, però, amb limitacions. Llavors era cap dels xansabànides Rukn al-Din Abu Bakr.

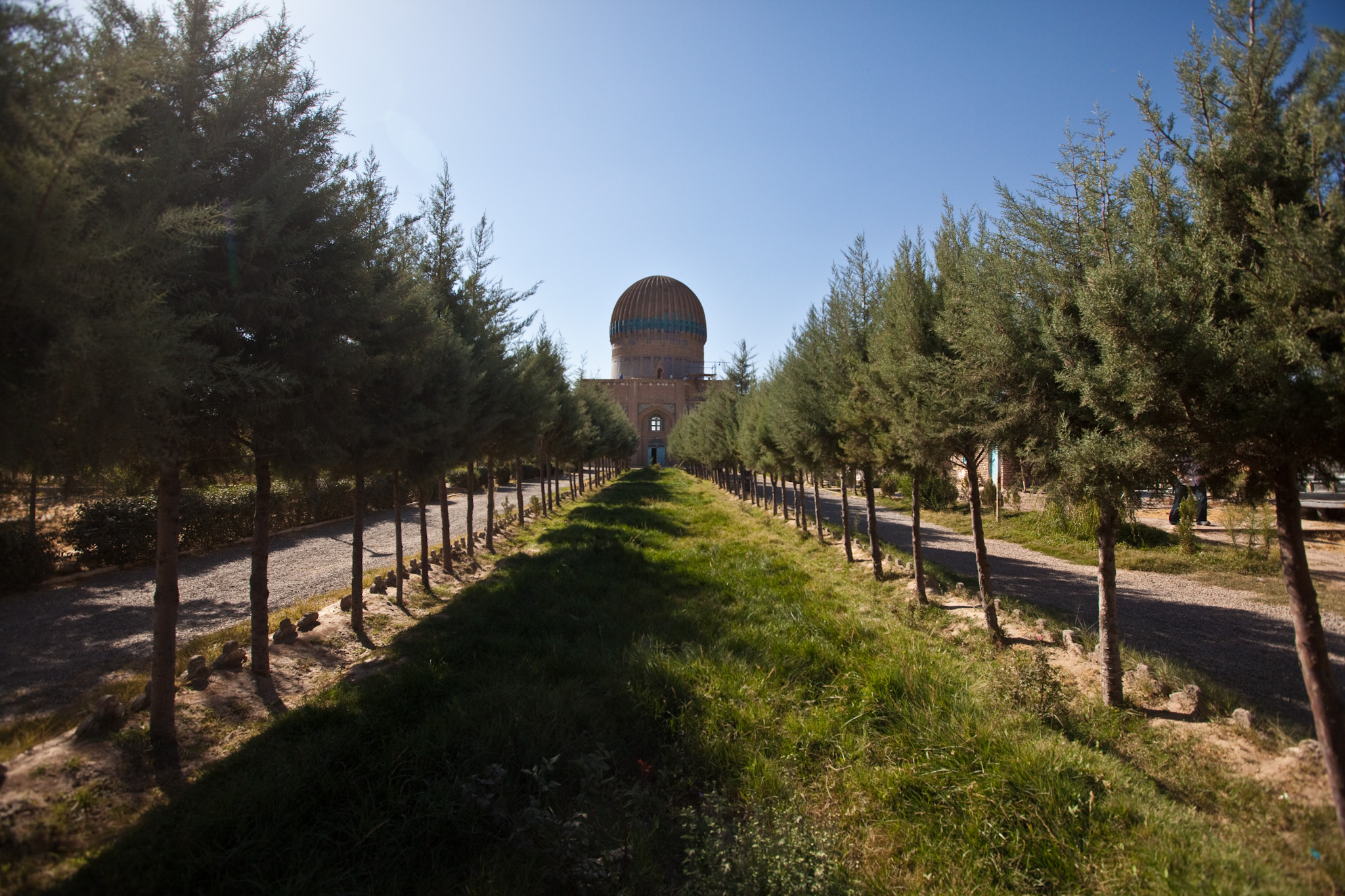
Musalla o Musallah

El 1245 Shams al-Din I, que acabava de succeir al seu pare a Khaysar, va fer una sortida afortunada de Khaysar i es va apoderar de la ciutat d'Herat, però es va cuidar d'oferir humilment la seva submissió als mongols, que el van acceptar com a governant local al mateix nivell que molts d'altres, iniciant la dinastia Kart. El gran kan Mongke li va cedir o confirmar Herat, Djam, Bushandj, Ghor, Khaysar, Firuzkuh, Ghardjistan, Farah, Sistan, Kabul, Tirah, i les muntanyes Sulayman (Afganistan). Fou confirmat per Hulegu el 1255.
El 1335, amb la mort d'Abu Said Bahadhur Shah, la dinastia es va trobar de fet independent; va reconèixer el príncep il-kànida Togha Timur fins al 1349 i poc després van caure sota vassallatge de Tamerlà. El 1381, Tamerlà va ocupar la ciutat i el 1389 va deposar definitivament la dinastia.
Va pertànyer a la dinastia timúrida, que hi va edificar el complex de Musallah amb diversos minarets, i la tomba de la reina Gawharshad, considerada un dels grans monuments de l'arquitectura gravada timúrida. Altres monuments foren l'Ali Shir Mahal, diversos jardins i altres edificis. El 21 de maig de 1415, Xah Rukh va retornar a Herat arribant als jardins de Zagan; fou llavors o poc abans (dins del mateix any) quan l'emperador va ordenar construir una poderosa ciutadella a Herat a tocar de la muralla nord de la ciutat sobre la que ja existia d'època kart, anomenada castell d'Ikhtiyar al-Din que havia estat mantinguda per Tamerlà quan va ordenar destruir les muralles i va ordenar deixar un espai buit entre torre i muralles. La torre era de rajoles crues i es va reconstruir en pedres, cal, ciment i rajoles cuites, esdevenint la fortalesa mes notable de l'imperi. El seu acabament està datat vers el juliol de 1415.
Una informació no contrastada assegura que durant el segle xv va estar dominada un temps pels Kara Koyunlu (28 de juny de 1458 a 1459); el timúrida Husayn Baykara va governar del 1469 al 1506, quan després de durs combats va passar als uzbeks xibànides en 1507 i el 1510 fou conquerida pels Ismaïl I dels safàvides de Pèrsia després de vèncer en la batalla de Merv, que donaren el govern als turcmans shamlus. A la mort d'Ismail el 1524, els uzbeks la van recuperar, però Thamasp I la va reconquerir el 1528. Els uzbeks van tornar a ocupar la ciutat diverses vegades, però sempre breument, durant les seves guerres amb els safàvides.

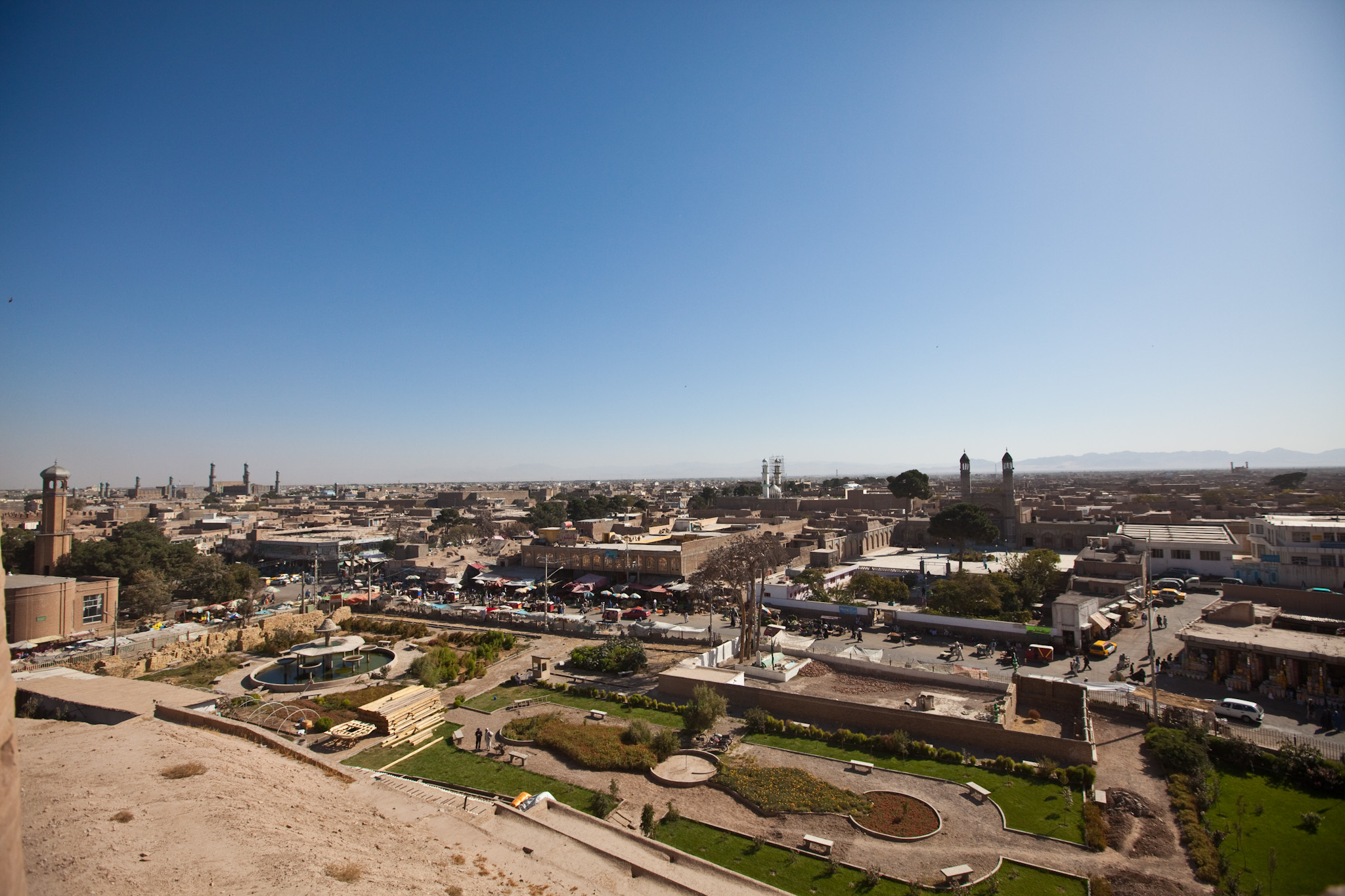
Vista de la ciutadella

Va quedar en mans dels abdalis afganesos el 1716, i les expedicions per recuperar-la van fracassar; el 1729 els abdalis es van sotmetre a Nadir Shah, que la va annexionar (1731) i hi va reprimir una revolta dels afganesos el 1732; a la mort de Nadir el 1747, estava en mans del seu nebot rebel Ali Kuli Khan, però al cap de poc va quedar en mans d'Ahmad Shah Abdali (reanomenat Ahmad Shah Durrani). Va estar en mans dels emirs de Kabul o Afganistan fins al 1818, quan Mahmud Shah, del clan sadozay, governador local durant anys i emir a Kabul del 1801 al 1803 i del 1809 al 1818, s'hi va establir; encara que en fou expulsat breument el 1819, va conservar el poder fins al 1826. La dinastia d'emirs d'Herat va fer front als atacs perses (atac de 1833, setge de 1837-1839 i conquesta de 1852) tot i l'oposició a aquestos atacs dels britànics. Herat estava governat pel clan sadozay, mentre Kabul i Kandahar eren governades pel clan barakzay o muhammadzay. El 1842 Kamran ibn Mahmud Sadozay d'Herat (fill i successor de Mahmud Shah) fou assassinat pel seu visir Yar Muhammad Khan Alikozay, que va governar de fet fins a la seva mort el 1851, i llavors el seu fill i successor Sayyid Muhammad Khan Alikozay va demanar ajut a Nasir al-Din Qadjar de Pèrsia contra els barakzay de Kabul i de Kandahar; tropes perses van entrar a Herat el 1852. En represàlia, els britànics, oposats a la seva presència, van ocupar l'illa de Kharg i els perses llavors es van retirar, i van acordar que no les tornarien a enviar a menys que Herat fou atacat des de l'est, comprometent-se a no interferir en els afers interns d'Herat.

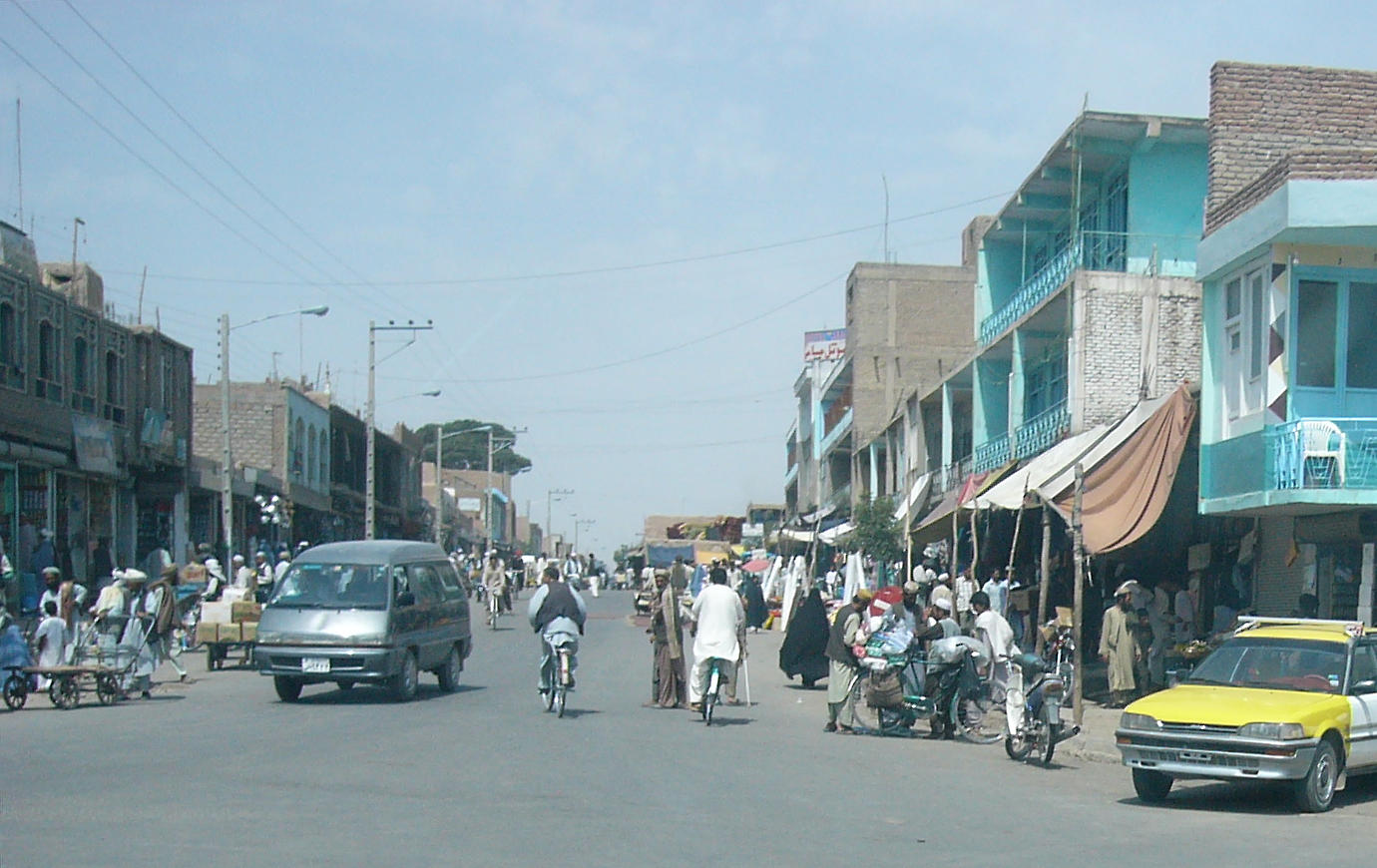
Carrer

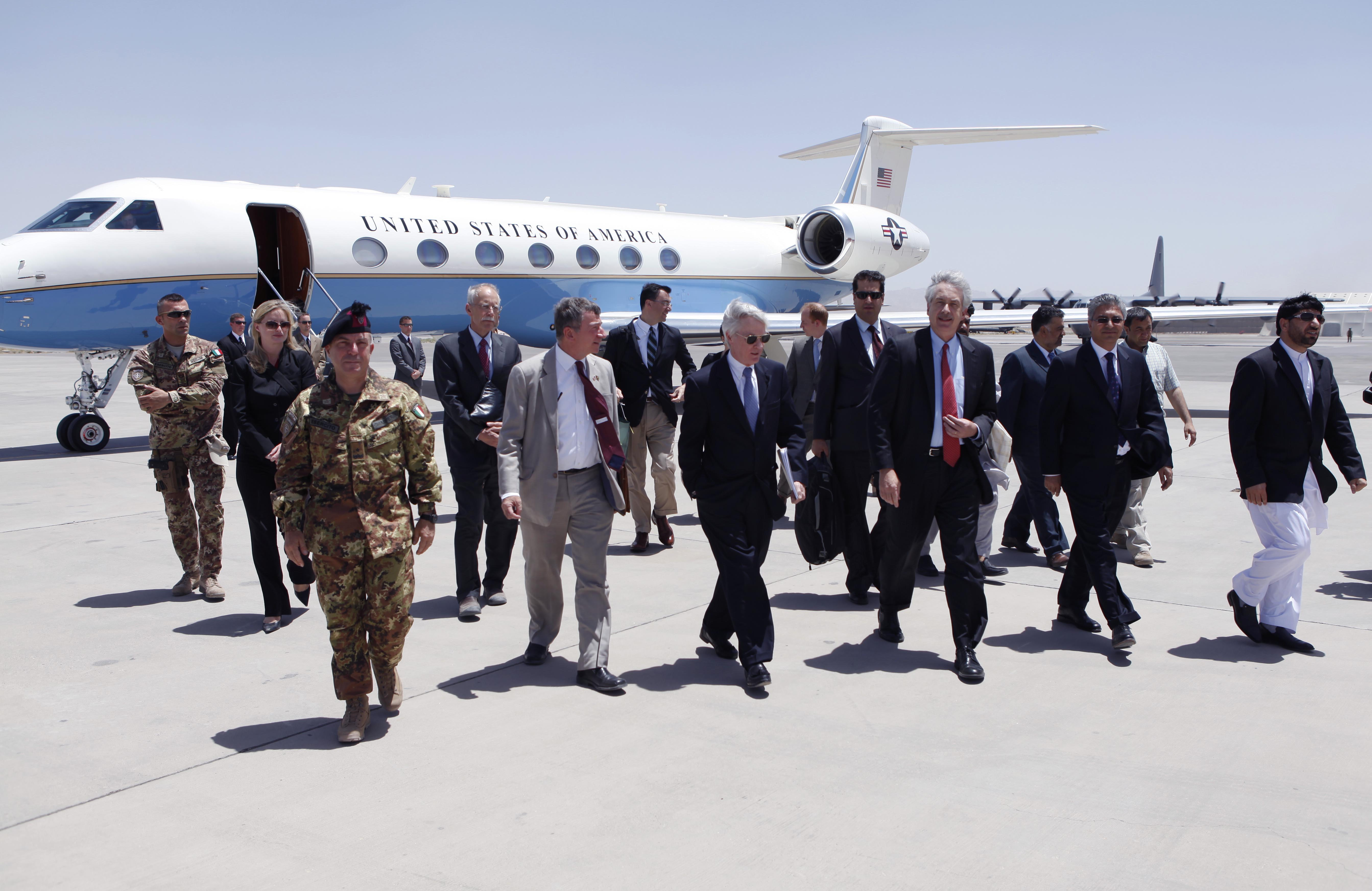
Aeroport d'Herat

El 1855, Pèrsia i Gran Bretanya van trencar relacions diplomàtiques després d'una sèrie d'incidents. El 15 de setembre de 1855 el príncep d'Herat, Sayid Muhammad Khan, fou deposat i mort i Muhammad Yusuf Khan Sadozay (o Muhammadzay), considerat proper a Pèrsia, va prendre el poder. Immediatament l'exèrcit persa va entrar a Herat. Yusuf, amenaçat per Dost Muhammad, que l'agost havia entrat a Kandahar, va tractar de temporitzar i procurar la retirada persa però aquestos van continuar a la ciutat i llavors Yusuf va hissar la bandera britànica a Herat. Fou empresonat i enviat al campament persa per Isa Khan Bardorani, que li feia de visir i que va agafar el poder (juny del 1856); els perses van agafar posicions a les fortaleses a Herat i rodalia. Però va esclatar una revolta xiïta que va expulsar els perses de la ciutat, i Isa Khan va hissar altre cop la bandera britànica i va oferir el kanat als britànics a canvi d'ajut. Finalment, les tropes perses van conquerir la ciutat l'octubre de 1856.
Els britànics van preparar una expedició militar i van llençar un ultimàtum; l'1 de novembre de 1856 els britànics van declarar la guerra i van decidir que es lliuraria de manera naval al golf Pèrsic. Després de diverses victòries britàniques, el 4 de març de 1857 Pèrsia va signar la pau a París —tractat de París (1857)— ratificat a Bagdad el 2 de maig de 1857. Pèrsia renunciava a reclamar Herat i Afganistan i Gran Bretanya arbitraria qualsevol disputa entre ambdós estats. Herat fou evacuada el 27 de juliol de 1857.
Altres emirs van governar Herat separadament (1857 a 1868, excepte una ocupació per Kabul de dues setmanes el 1863, quan Dost Muhammad fou reconegut i va morir als pocs dies, de 1879 a 1881). El complex Musallah fou parcialment destruït pels britànics el 1885 perquè els obstaculitzava la visió per una possible invasió russa (que mai es va produir).
L'abril de 1978 es va establir el règim comunista de Taraki, i poc després el 20 de març de 1979 l'exèrcit aquarterat a la ciutat dirigit per Ismail Khan es va revoltar, però l'intent de cop d'estat fou reprimit amb l'ajut de l'exèrcit roig soviètic; es va parlar de fins a 24.000 civils morts, xifra probablement exagerada. Ismail Khan va esdevenir el cap dels guerrillers anticomunistes i després de la caiguda del règim comunista va esdevenir el governador. El 1995 la ciutat fou ocupada pels talibans i Ismail Khan va fugir, però fou restaurat per les forces d'ocupació americanes el 12 de novembre de 2001. El 2004 Mirwais Sadik, fill d'Isamail Khan i ministre de l'Aviació de l'Afganistan, va morir en atemptat a aquesta ciutat i 200 persones foren arrestades. La província fou posada sota control de forces de l'OTAN dirigides per Itàlia i Espanya. La situació ha millorat notablement i els iranians hi han fet inversions.

## Districtes de la ciutat

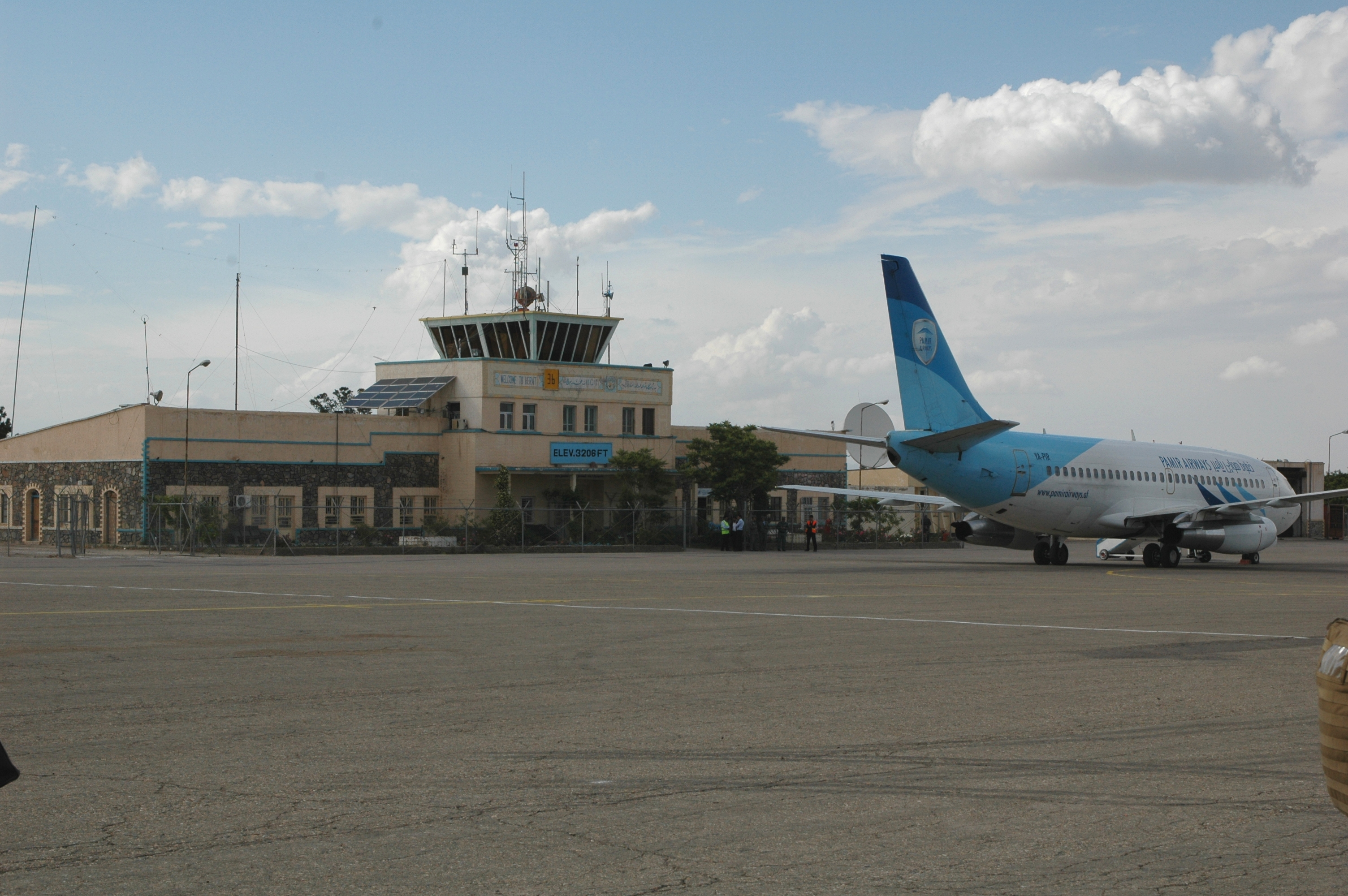
Aeroport d'Herat en el districte de Guzara

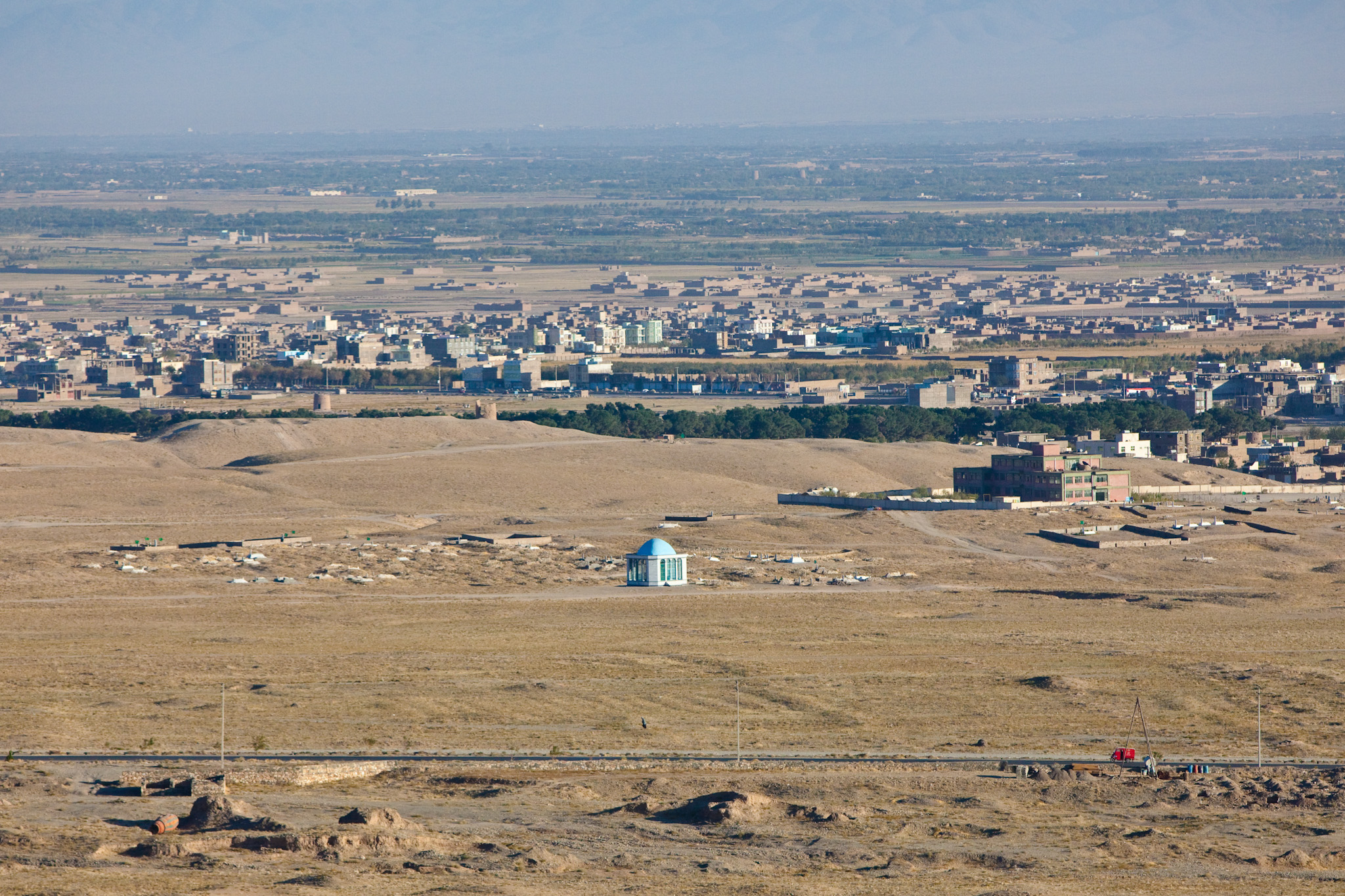
Vista general

- Shahr-e New (Downtown)
- Welayat (oficina del governador)
- Qol-ordue (quarter militar)
- Farqa (quarter militar)
- Darwaze Khosh
- Guzara
- Chaharsu
- Pul-e rangine
- Sufi-abad
- New-abad
- Pul-e malaan
- Thakhte Safar
- Howz-e-Karbas
- Baramaan
- Darwaze-ye Qandahar
- Darwaze-ye Iraq
- Darwaze Az Kordestan

## Llocs destacats
- Universitat d'Herāt
- Ciutadella
- Musalla o Musallah
- Vell fort
- Museu nacional d'Herāt
- Museu de la Jihad
- Tomba de Goharshad
- Tomba de Mirwais SadiK
- Tomba de Jami
- Tomba de Khaje Qaltan

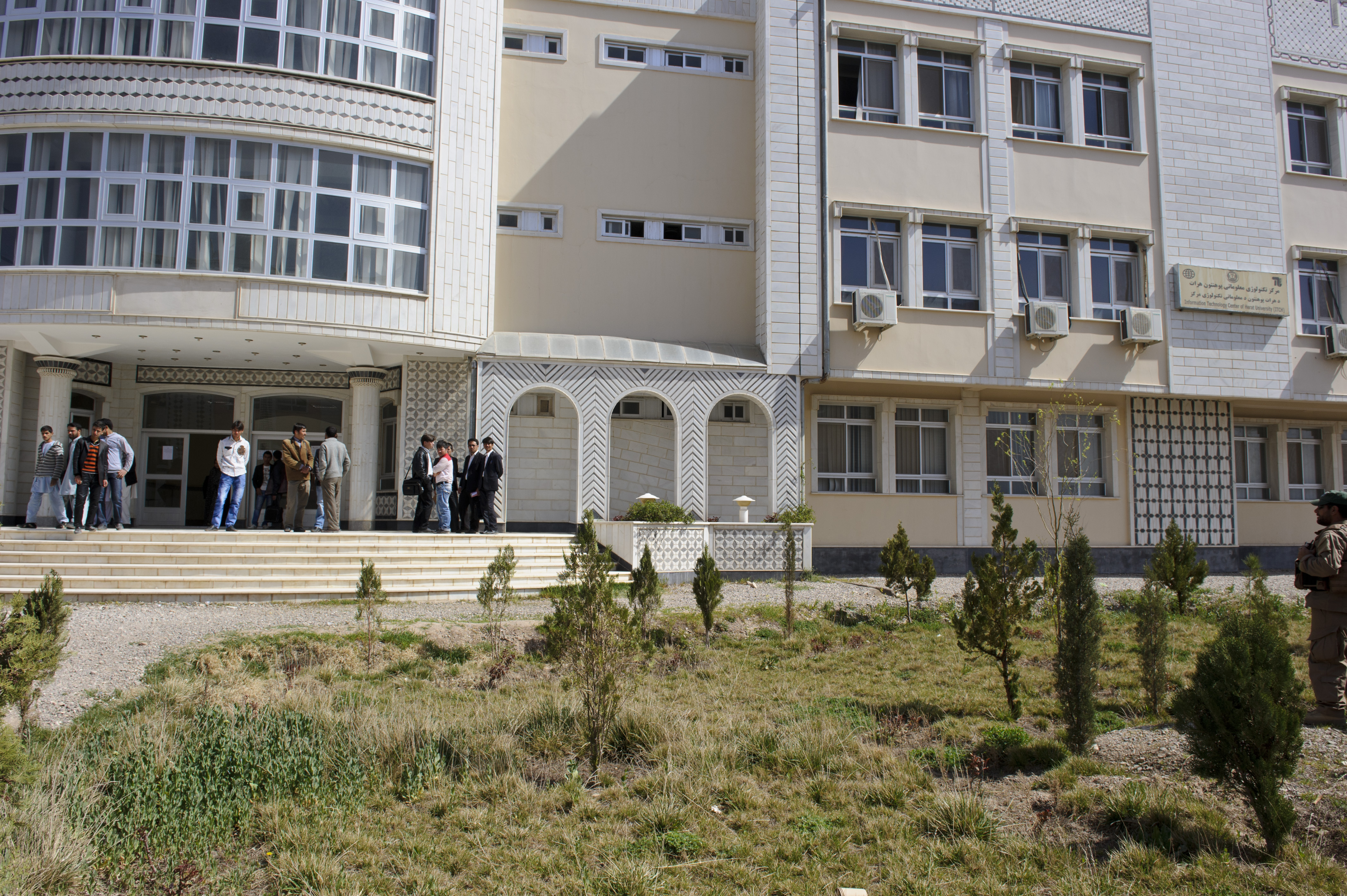
Universitat d'Herāt

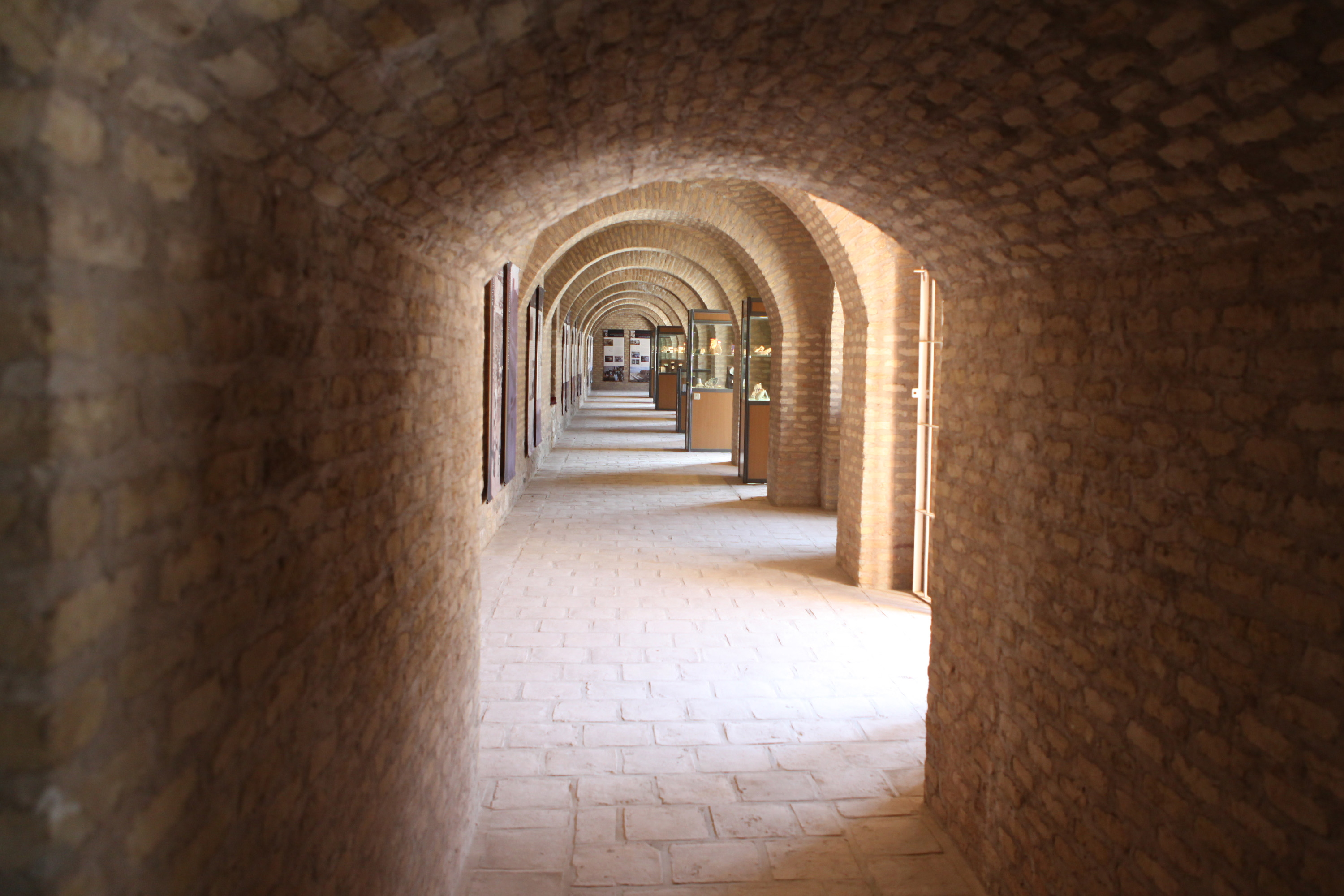
Museu nacional d'Herāt

- Masjid-e Jame (mesquita del Divendres)
- Gazargah Sharif
- Khalghe Sharif
- Shah Zahdahe
- Park-e Taraki
- Park-e Millat
- Parc Khane-ye Jihad
- Estadi d'Herāt

## Personatges il·lustres
- Hussayn Bayqara, sobirà timúrida.
- Abbas I el Gran, xa safàvida de Pèrsia.
- Abbas Kuli Khan, governador persa d'Herat (1812) del grup turcman dels shamlu.
- Ghiyath al-Din Khwandamir, historiador (s. XV-XVI).
- Muvaffak

## Llista de sobirans

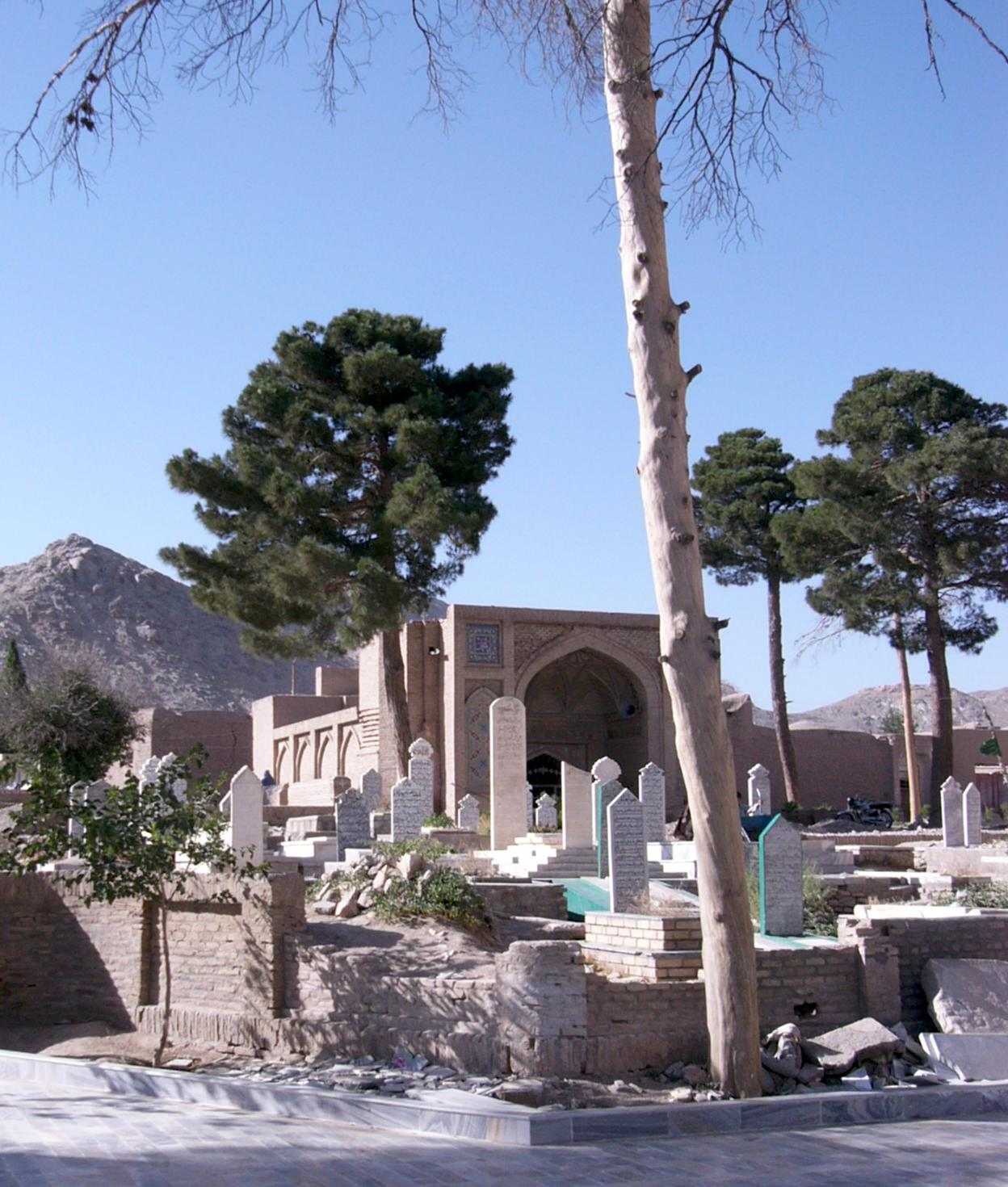
Cementiri

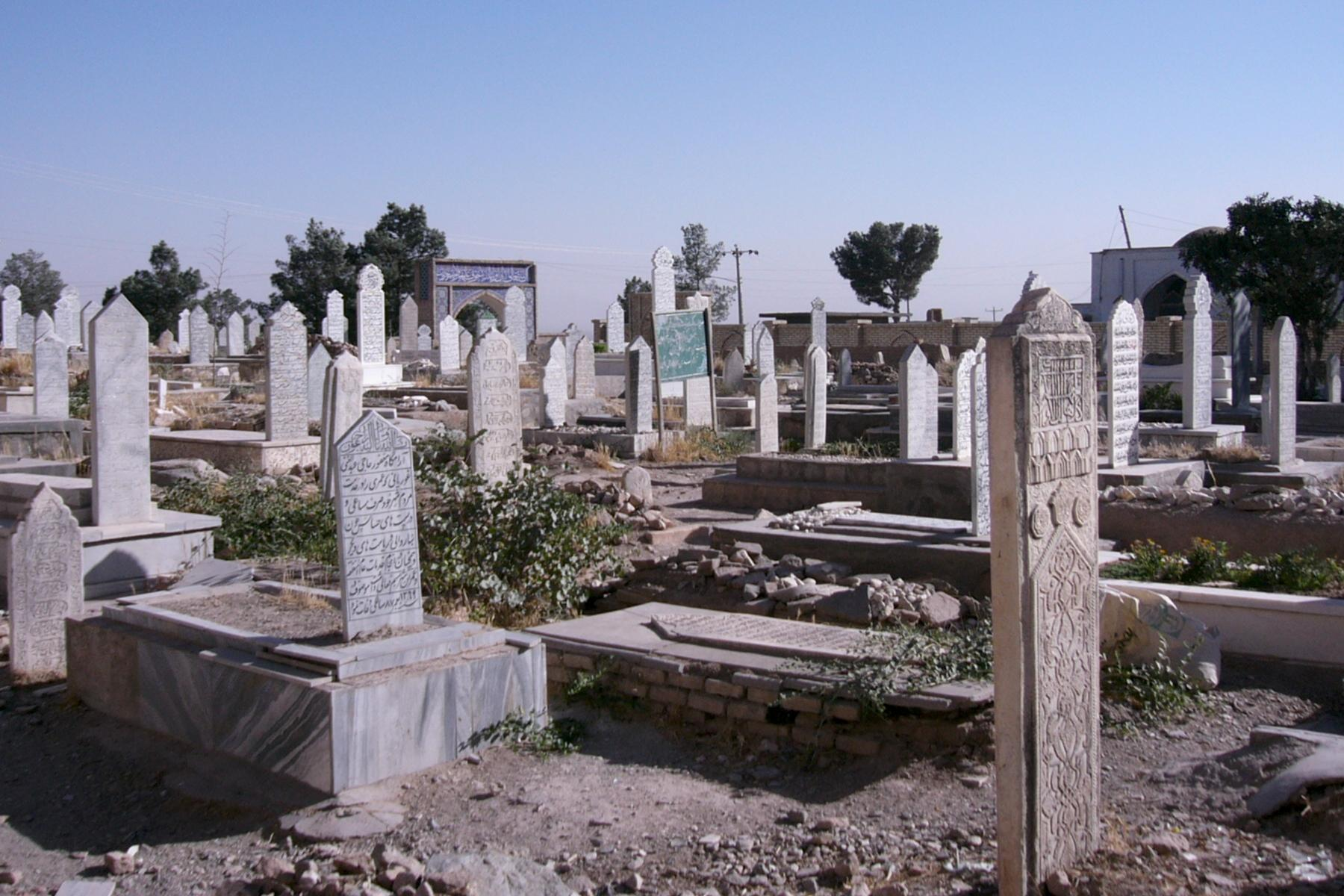
Cementiri

### Timúrides
- Shah Rukh 1405-1447
- Abu al-Kasim Baber (a Kabul 1451-1457) 1447-1457
- Shah Mahmud 1457
- Ibrahim ibn Ala al-Dawla 1457-1459
- Branca de Transoxiania o Samarcanda 1459-1469 
  - Abu Said ibn Muḥammad ibn Miranshah ibn Timur (1451-1469) 1459-1469
- Sultan Husayn Baykara ibn Mansur 1469-1470
- Yadigar Muhammad 1470
- Sultan Husayn Baykara (restaurat) 1470-1506
- Badi al-Zaman ibn Husayn Baikara 1506-1507
- Muzaffar Husayn ibn Husayn Baikara 1506-1507
- Shaybanides 1507-1510
  - Muhammad Shaybani 1507-1510
- Safàvides 1516-1709

### Emirat (dinasties Abdali, Sadozkay, Barakzay)
- Abdalla Khan Abdali 1709-1712
- Sultan Abdullah Khan 1712-1721 (domina Herat des de 1716)
- Muhammad Khan 1721-1724
- Allah Yar Khan 1724-1730 (1729 vassall de Nadir Shah)
- Zulfikhar Khan 1730-1731
- Nadir Shah Afshrar 1731-1747
- Ali Kuli Khan 1747
- Ahmad Shah Durrani 1747-1772
  - Timur Shah ibn Ahmad Shah (emir de l'Afganistan 1773-1793) virrei 1751-1773
- Zaman Shah 1793-1801
- Mahmud Shah (a Kabul 1801-1803 i 1809-1818) 1773-1826
  - Fateh Khan Barakzai, wazir (ministre en cap) 1801-1818
  - Ata Mohammad Khan, wazir 1818-1826
- Kamran Shah ibn Mahmud 1826-1842
  - Ata Mohammad Khan, wazir 1826-1828 o 1829
  - Yar Mohammad Khan Alikozay, wazir 1829-1842
- Fath Jung 1842
- Yar Muhammad Khan Alikozai 1842-1851 (ministre regent)
- Sayyid Muhammad Khan ibn Yar Muhammad Alikozay 1851-1855 (ministre regent)
- Muhammad Yusuf Khan Muhammadzay 1855-1856 (regent)
- Isa Khan Bardorani 1856 (ministre regent)
- Ocupació persa 1856-1857
- Sultan Ahmad Khan 1857 - 1863
- Dost Mohammad Khan 26 de maig de 1863 - 9 de juny de 1863
- Shir Ali Khan 1863-1879 (de Herat 1863-1868, d'Herat i Kabul 1868-1879)
- Mohammad Yakub Khan 1879 de Kabul i Herat (governador d'Herat 1863-1866 i 1871-1874)
- Mohammad Jan (ministre regent) 1879-1880
- Mohammad Ayyub Khan 1880-1881